# دستگاه تست پریز

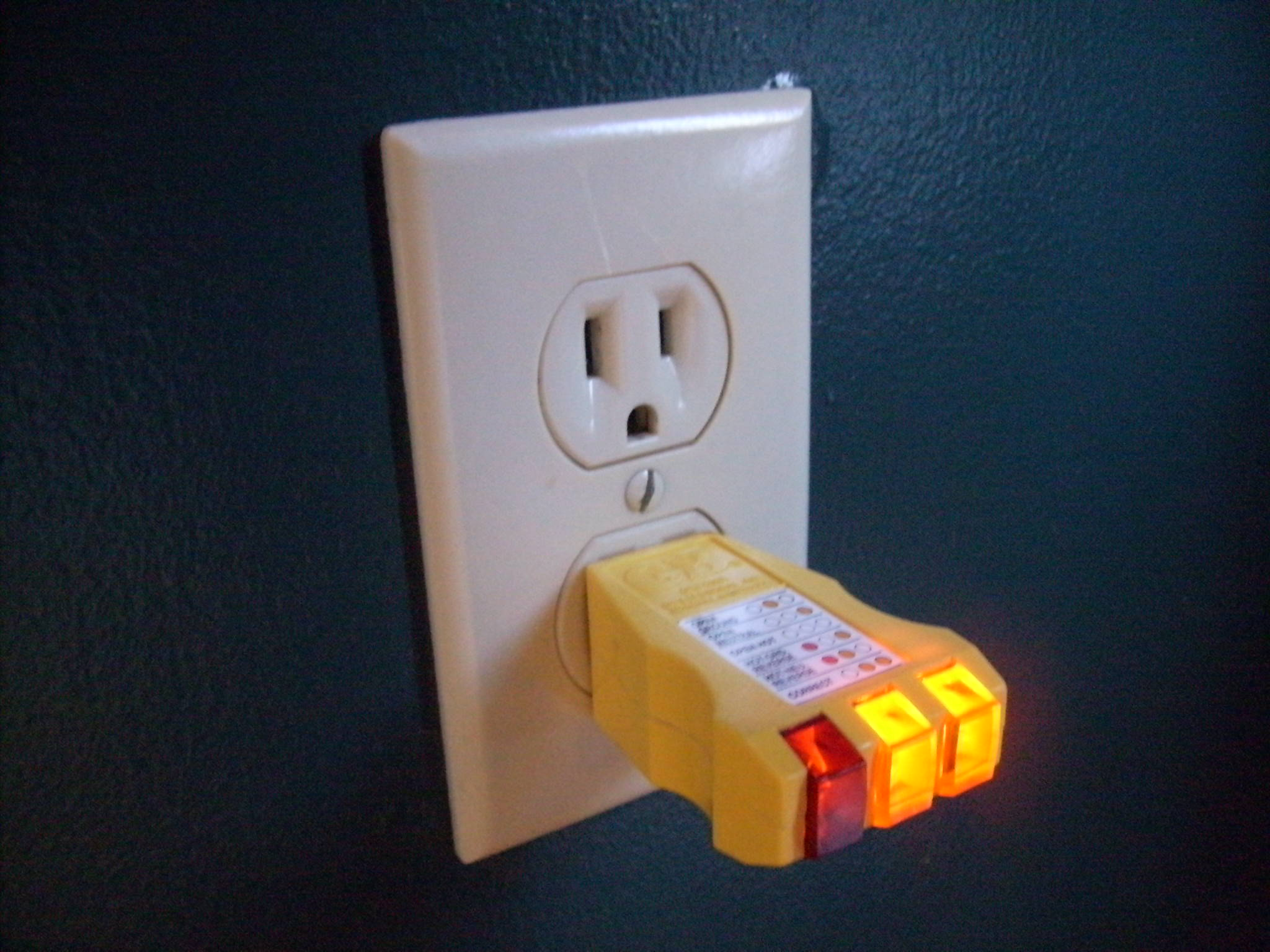
نمونه یک دستگاه تست پریز برق

دستگاه تست پریز (receptacle tester) دستگاهی است که برای تأیید اینکه یک پریز برق متناوب AC به درستی سیم‌کشی شده‌است یا خیر استفاده می‌شود. این دستگاه کوچک شامل یک پلاگین برق و چند چراغ نشانگر است. اگرچه که از یک مولتی متر نیز می‌توان برای انجام یک سری از آزمون‌ها که نتایج مشابهی می‌دهند  استفاده کرد، اما یک دستگاه تست پریز برق می‌تواند این سری از آزمون‎ها را تنها با یک بار اتصال ساده به پریز انجام دهد و با روشن کردن LEDها  وضعیت را به شما گزارش دهد. دستگاه تست پریز برق می‌تواند با یکبار اتصال، چندین آزمایش را انجام دهد، اما خود این آزمایش‌ها اساساً به دو دسته تقسیم می‌شود:۱-تست‌هایی که برای بررسی وصل یا قطع بودن برق پریز انجام می‌شود. ۲-تست‌هایی که تعیین می‌کند آیا سیم‌کشی امن برای استفاده از پریز انجام گرفته‌است یا نه.

### انجام تست

#### کیفیت عملکرد
ابتدایی‌ترین وظیفه این دستگاه، بررسی این موضوع است که آیا پریز می‌تواند برای دستگاه متصل شده، برق را فراهم کند یا خیر. برای یک پریز AC (متناوب) درست عمل کند، پریز باید حداقل یک اتصال فاز (برای تغییر ولتاژ الکتریکی) و یک اتصال نول (برای بستن مدار) داشته باشد. اگر هرکدام از این دو مورد قطع شود یا به هر دلیلی متصل نباشد، پریز به هیچ ابداً درست عمل نخواهد کرد.
بعضی از اشتباهات غیرمتداول معین در سیم‌کشی ممکن است برای دستگاه تست پریز قابل تشخیص نباشد، اما با این حال یک دستگاه واقعی ممکن است بعد از اتصال به پریز، کار نکند. لامپ‌های کوچک دستگاه حتی با یک جریان خیلی کم نیز روشن می‌شوند و یک مقاومت بالا یا ولتاژ زیاد می‌تواند باعث شود که دستگاه تست پریز، تشخیص اشتباه دهد. البته چراغ‌ها در این دستگاه نشان نمی‌دهند که ولتاژ یا فرکانس درست است یا نه، بلکه تنها نشان می‌دهند که ولتاژ وجود دارد یا خیر.

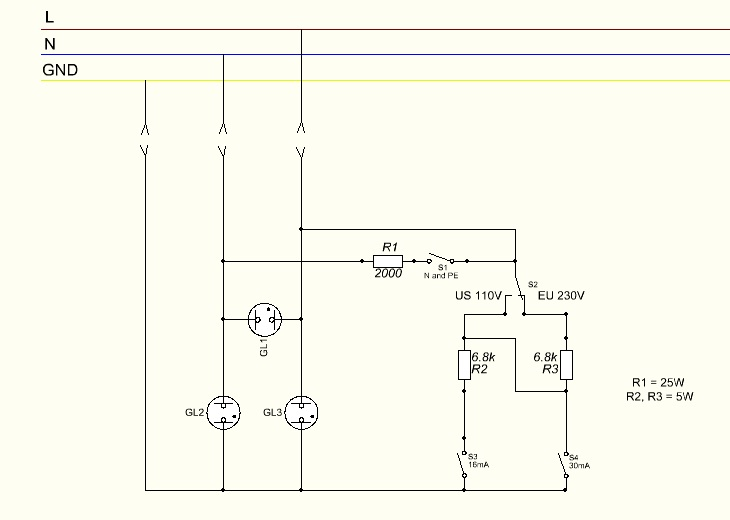
مدار یک دستگاه تست پریز برق

#### ایمنی
نقش مهم دستگاه تست پریز، بررسی این است که آیا  پریز به‌طور مناسب سیم‌کشی شده و به درستی به سیم مناسب در سیم‌کشی ساختمان متصل است یا خیر. دو دلیل اصلی برای تست این مهم وجود دارد:۱-بعضی از دستگاه‌ها باید یک زبانه خاص برای اتصال به سیم فاز داشته باشند و در غیر این صورت ممکن است دستگاه آسیب ببیند. ۲-نکته مهمتر این است که اگر سیم فاز متصل باشد، اما سیم نول یایا زمین وصل نباشد، ممکن است یک موقعیت خطرناک با جلوگیری از اجرای درست مکانیسم‌های ایمنی ایجاد شود. مضاف بر این، سیم زمین به‌طور معمول به غلاف (پوشش) دستگاه الکتریکی وصل می‌شود. این اتصال به عنوان یک اقدام پیش‌گیرانه ایمن، بدین منظور انجام می‌شود که اگر روپوش پلاستیکی (عایق) سیم‌ها آسیب دید و غلاف (پوشش) دستگاه متصل شده به پریز شارژ الکتریکی شد، جریان به زمین منتقل شود. اگرچه این کار (اتصال سیم زمین به غلاف دستگاه) در بسیاری از دستگاه‌های الکتریکی به عنوان یک اقدام جهت افزایش ایمنی انجام می‌شود، اما اگر سیم‌کشی پریز به‌طور نادرست انجام گرفته باشد سیم اتصال به زمین پریز به جریان فاز وصل باشد، مکانیسم ایمنی اثر معکوس خواهد داد و قسمت بیرونی دستگاه (قسمت بیرونی غلاف دستگاه) شارژ الکتریکی خواهد شد و پتانسیل وارد شدن شوک الکتریکی به هر کسی که دستگاه را لمس کند به وجود خواهد آمد.
دستگاه‌های تست پریز برق ساده که سه‌چراغه هستند، قادر به شناسایی ۲خطای جدی در سیستم برقکشی خانه نیستند:
1. زمانی که فاز و نول در پریز جابجا شوند.
2. زمانی که نول و سیم اتصال زمین بهم متصل شوند.

البته دو اتفاق فوق به وسیلهٔ یک مولتی متر و انجام تست بار قابل تشخیص هستند.